# Anypodetus fascipennis
Anypodetus fascipennis (лат.) — вид ктырей рода Anypodetus из подсемейства Laphriinae. Южная Африка.

## Распространение
Южная Африка: Ботсвана, Зимбабве, Намибия, ЮАР.

## Описание
Мухи среднего размера. Вид отличается от сородичей коричневой окраской передней половины крыльев с белыми поперечными полосами, сильно развитыми боковыми краями лица с 3—4 короткими жёлтыми проклинатными макросетами, круговыми макросетами (у самок желтовато-чёрными, у самцов белыми) в мистаксе, а также тем, что проксимальная часть крыловой жилки M2 и дистальная часть жилки M3 не выровнены. Пульвиллы отсутствуют, скапус с длинными макрощетинками. Этот вид не встречается ни в одном из признанных в настоящее время очагов биоразнообразия. Взрослые мухи активны с конца весны до конца лета (октябрь-март). Обнаружены сидящими на земле или на низкой растительности.